# Păușa, Bihor
Păușa este un sat în comuna Nojorid din județul Bihor, Crișana, România.

## Personalități
- Dumitru Radu Popescu (1935 - 2023), scriitor, dramaturg.

## Vezi și
- Biserica de lemn din Păușa, Bihor